# Зубчаста залізниця

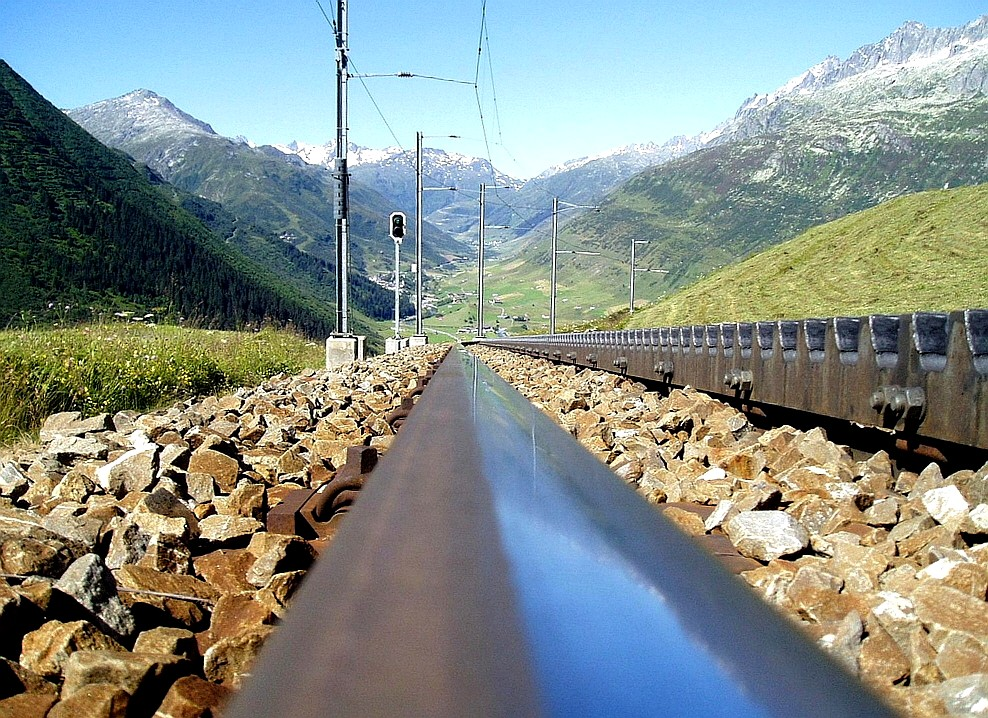
Зубчаста залізниця

Зу́бчаста залізни́ця — особливий вид залізниць, який відрізняється від звичайних залізниць наявністю зубчастої рейки. Зубчаста рейка зазвичай прокладається посередині двох звичайних рейок. Відповідно, рухомий склад таких залізниць оснащений зубчастим колесом.
Потяги зубчастих залізниць можуть долати набагато стрімкіші схили, ніж звичайні потяги. Найстрімкіша зубчата залізниця у світі — Пілатусбан (нім. Pilatusbahn), з'єднує село Альпнах і станцію неподалік від вершини гори Пілатус (Швейцарія). Нахил цієї залізниці сягає 48 %.

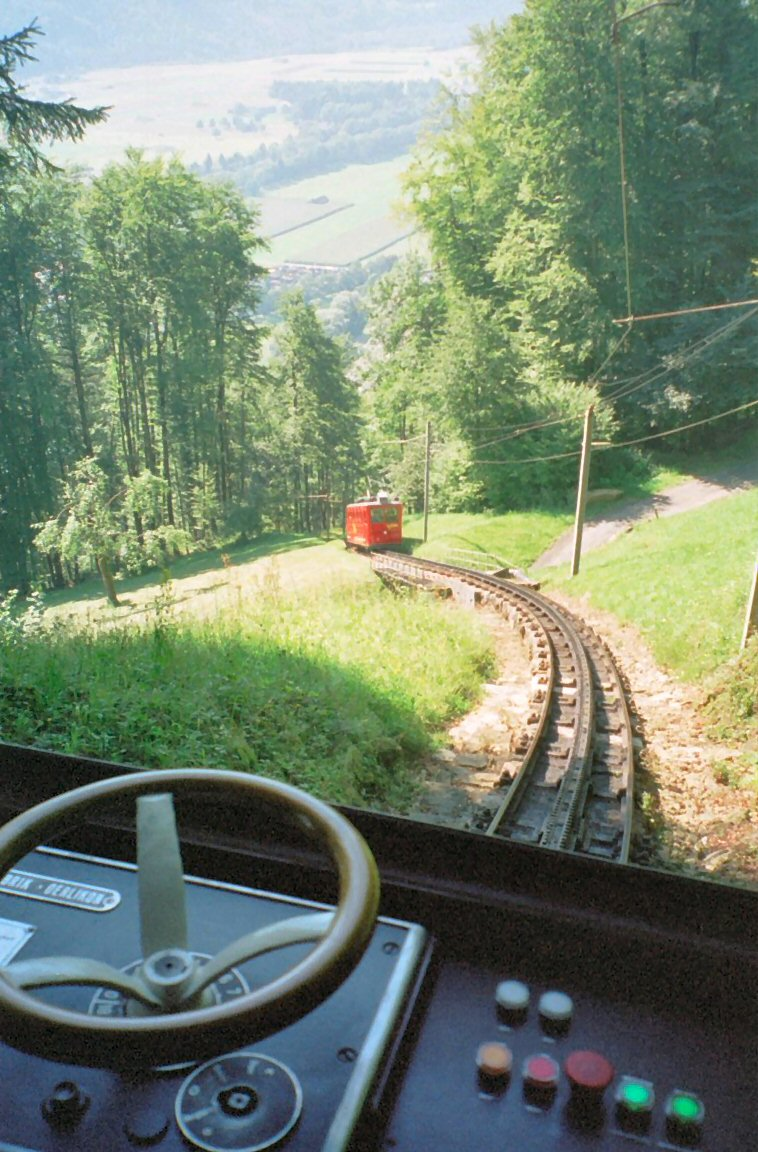
Зубчаста залізниця на Пілатусі.

## Історія
Перший паровоз здійснив свій перший рейс в 1812 році між Міделтоном i Лідсом, в Англії. За допомогою рейкової системи яка була розроблена і запатентована в 1811 році Джоном Бленкіншопом. Ідею зубчастої передачі як третьої рейки запропонував швейцарський інженер Ніклаус Ріггенбах в 1862 році.

## Типи зубчастих залізниць
Існує декілька різних видів зубчатих залізниць. Найпоширенішими конструкціями зубчатих зчеплень є системи Marsh, Абта, Locher, Riggenbach, Strub і Von Roll.
|  |  |  |
|  |  |  |

## Застосування

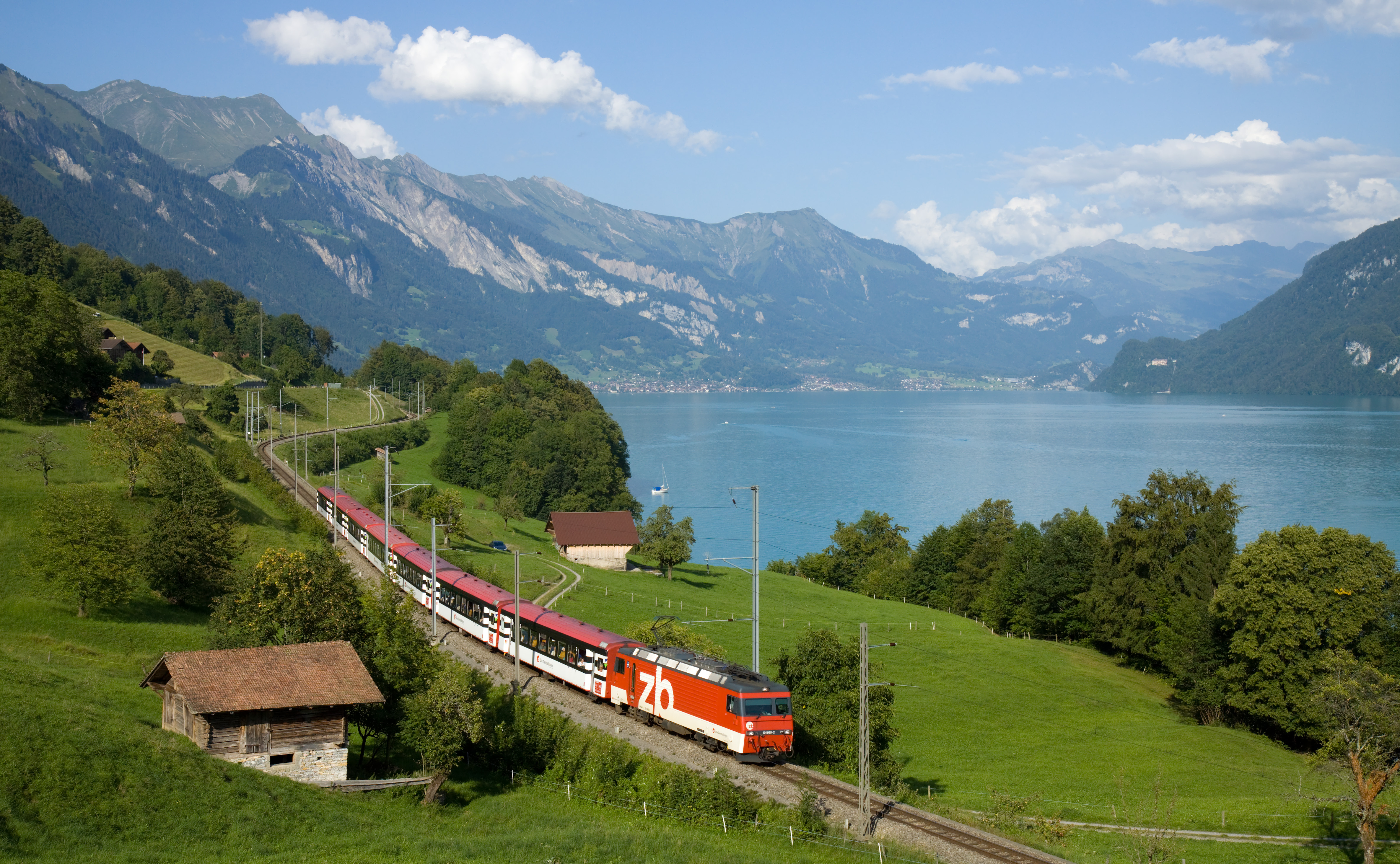
Електровоз HGe 4/4 II проводить поїзд по зубчастій залізниці на березі Бриєнцського озера

Багато зубчастих залізниць мають переважно туристичне значення, оскільки вони доставляють туристів, лижників на вершини і схили гір. Однак існують і примітивніші зубчасті залізниці. Наприклад, в Штутгарті маршрут одного з трамваїв (маршрут № 10) існує у вигляді зубчастої залізниці. Зубчасті залізниці мають і інші міста, наприклад Цюрих і Будапешт.

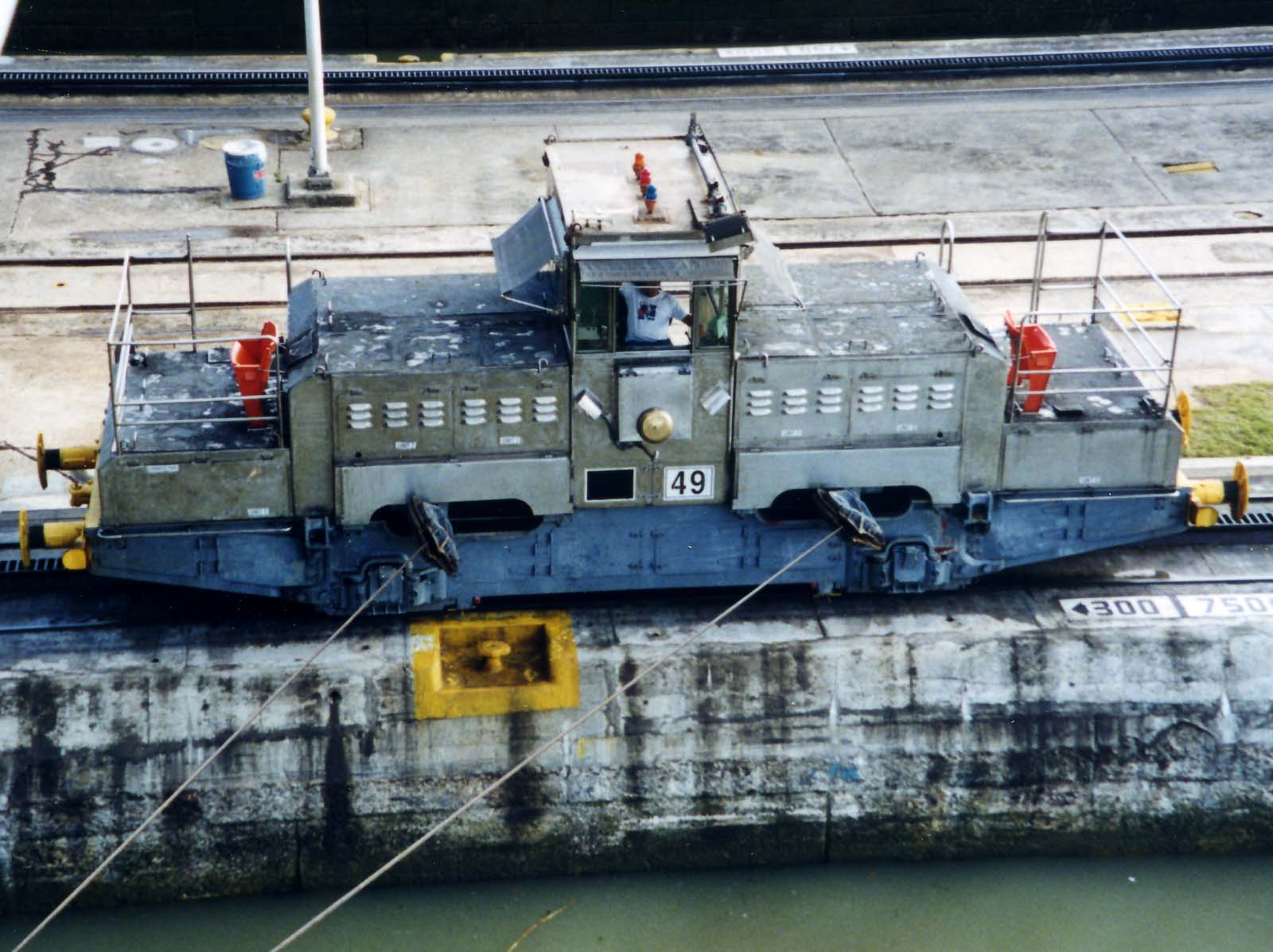
Електровоз-«мул» на Панамському каналі

Для переміщення суден по Панамському каналу використовуються електровози-«бурлаки», які рухаються за допомогою зубчастої передачі, вона слугує для полегшення подолання крутих схилів, які утворені внаслідок застосування шлюзів на каналі.

## Список зубчатих залізниць

### Ангола
- Бенгельська залізниця — 1906

### Аргентина
- Трансандинська залізниця між Мендоса та Лос-Андес

### Австралія
- Залізниця пустельного західного узбережжя у Тасманії. Використовує систему Абта.
- Залізниця гори Морган — зубчата система, що існувала до 1952 року. Використовувала систему Абта.
- Залізниця Скітуб Альпін — система Ламела у Сніжних горах, відкрита у 1987 році.
- Проект Блакитних гір — тимчасова 610-міліметрова залізниця відкрита 1995 року.

### Австрія
- Залізниця Ахензе (Achenseebahn), Тіроль, 1000 мм.
- Залізниця Кахленберга (Kahlenbergbahn), Кахленберг, Деблінг, Відень (1872—1920)
- Залізниця Шафберга (Schafbergbahn), Верхня Австрія 1000 мм
- Залізниця Шнеєберга[de] (Schneebergbahn), Нижня Австрія

### Болівія
- Лінія Ріо Мулатос-Потосі

### Бразилія
- Зубчата залізниця Корковадо
- Залізниця Сантос-Юнд'яї

### Чилі
- Залізниця Аріка - Ла-Пас, між містами Аріка та Ла-Пас
- Трансандинська залізниця

### Чехія
- Кільцева залізниця Танвальд-Гарахов. Сполучає муніципалітети Танвальд та Гарахов

### Франція
- Лінія C Ліонського метро
- Трамвай Монт Бланк
- Залізниця Монтеверс
- Поїзд Руни
- "Панорамні купола"

### Німеччина
- Залізниця Драхенфельс
- Залізниця Харц
- "Залізниця проклятої долини"
- Залізниця долини Мюрг
- Штутгарська зубчата залізниця
- Зубчата залізниця Вндельштайн
- Баварська залізниця Цугшпітце

### Угорщина
- Будапештська зубчаста залізниця

### Індія
- Гірська залізниця Нілґірі

### Швейцарія
Всього в країні діє понад два десятки зубчастих залізниць.
- Горнергратбан
- Пілатусбан (нім. Pilatusbahn)

### В'єтнам

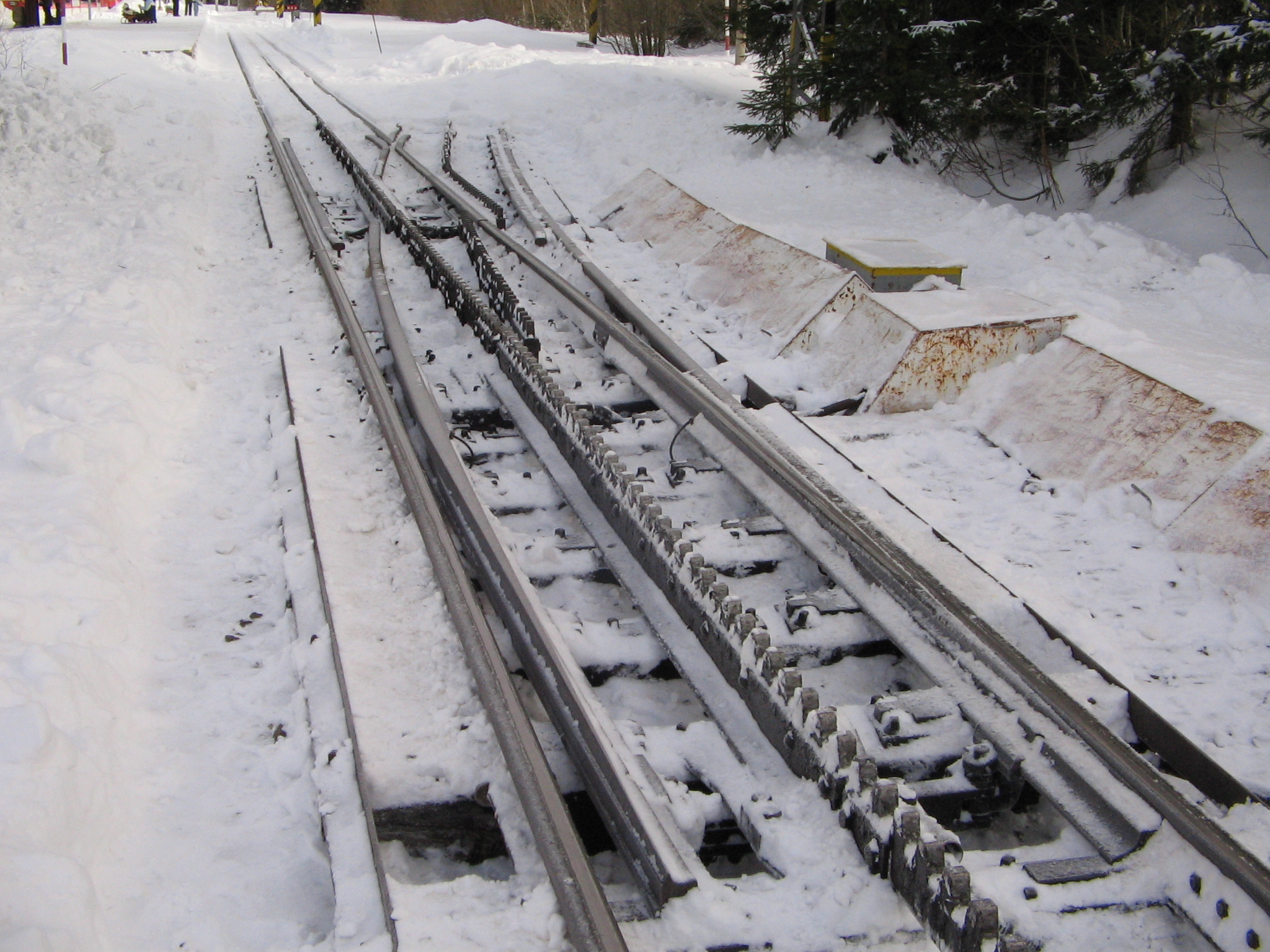
Стрілочний перевід на зубчастій залізниці (:sk:Štrbské Pleso, Словаччина)